# Pietro II Candiano
Pietro II Candiano (c 872-939) fue el decimonoveno Dux de Venecia entre 932 y 939. Siguió a Orso II Participazio (912-932) para convertirse en dux de Venecia en 932.

## Familia
La familia Candiano fue la más importante de Venecia durante el siglo X. El padre de Pietro II fue Pietro I Candiano, que fue el primer Candiano en llegar a dogo en 887, pero murió poco después, luchando con los narantinos.

## Historia
Con el debilitamiento del Imperio bizantino en el mar Adriático, Venecia afirmó su política independiente de toma de control del norte de este mar.Pietro II comenzó a expandirse en esta área, especialmente contra la ciudad rival de Comacchio, que quemó a causa de haber atacado a unas naves venecianas. También expandió el territorio veneciano a Istria, capturando Capodistria, (hoy Koper en Eslovenia), y recibiendo la sumisión de otras ciudades de Istria, gracias a un bloqueo de la zona.
Murió en 939, siendo sucedido por Pietro Participazio, mientras que su hijo, Pietro III Candiano , se convertiría en dux en 942.